# レアンドロ・バッサーノ
レアンドロ・バッサーノ（Leandro Bassano、1557年6月10日 - 1622年4月15日）は、イタリアの画家である。有名な画家ヤコポ・バッサーノの4人の息子の一人である。

## 略歴
現在のヴェネト州のバッサーノ・デル・グラッパで生まれた。父親のヤコポ・バッサーノ（別名:ヤコポ・ダル・ポンテ、1510年頃-1592年）は盛期ルネサンスのヴェネツィア派の画家であった。兄弟のフランチェスコ・バッサーノ(1549-1592)、ジョヴァンニ・バッティスタ・バッサーノ(1553-1613)、およびジローラモ・バッサーノ(1566–1621)も画家となった。
兄のフランチェスコらとともに、父親の工房で学び、その後ヴェネツィアにフランチェスコが開いた工房で働き、父親と同じように宗教を主題にした作品を描いた。1575年ころに父親に求められてバッサーノ・デル・グラッパにある家族の工房を率い、1592年に父親が亡くなり、続いて兄のフランチェスコが自殺した後、ヴェネツィアの工房に戻った。その後、ヴェネツィアで働き、ティントレット(1518-1594)に影響を受けたスタイルの作品を描いた。
人気のある画家になり、1590年代後半にヴェネツィアのドゥーチェ（統領）によって騎士の称号を授けられた。レデントーレ教会やサンティ・ジョヴァンニ・エ・パオロ聖堂、ドゥカーレ宮殿の装飾画の制作に参加した。

## 作品

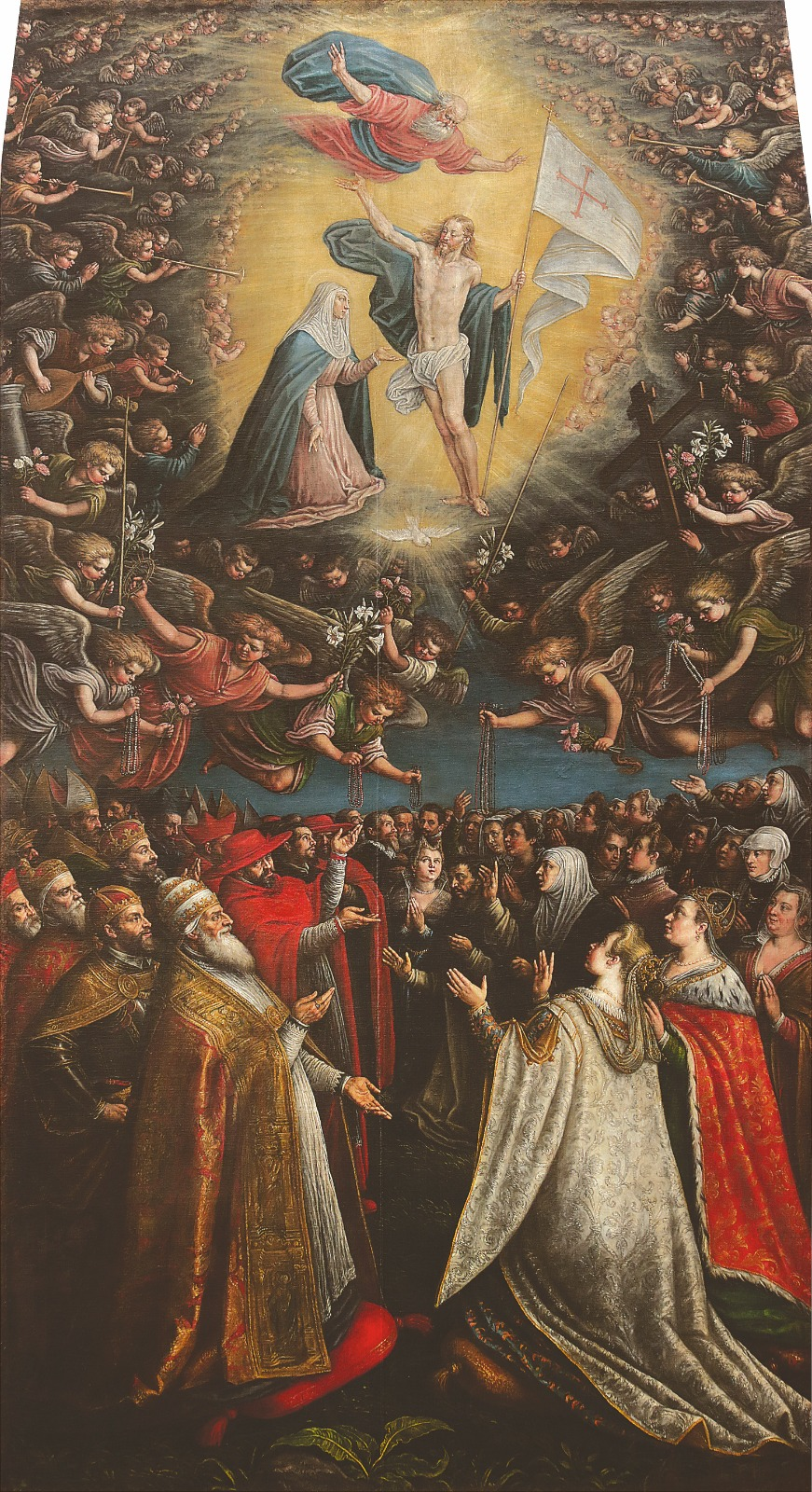
バッサーノ・デル・グラッパの聖堂の祭壇画(1599)
ラザロの復活(c.1610) アカデミア美術館 (ヴェネツィア)
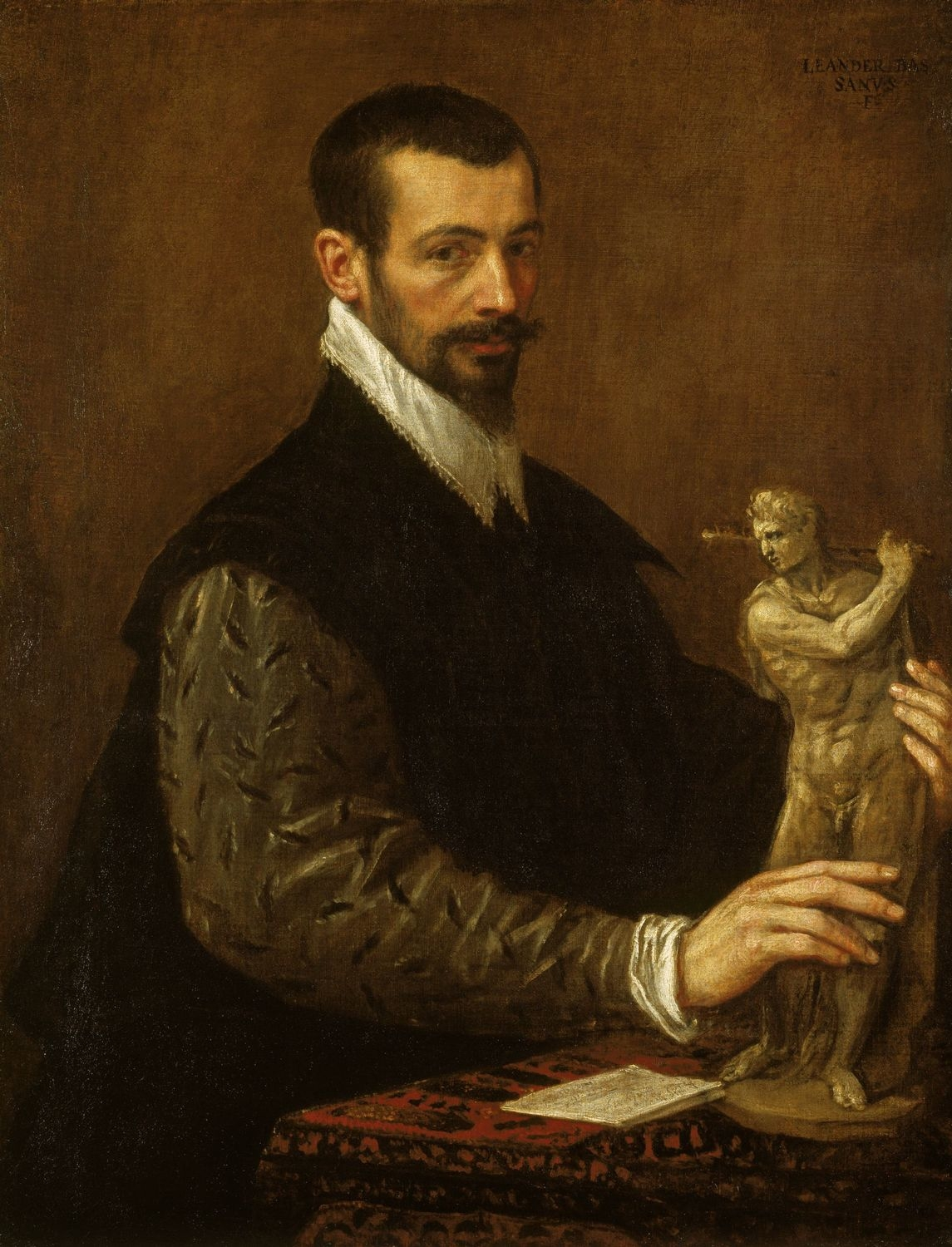
彫刻家ティツィアーノ・アスペッティの肖像画 (1592/1593) ロイヤル・コレクション
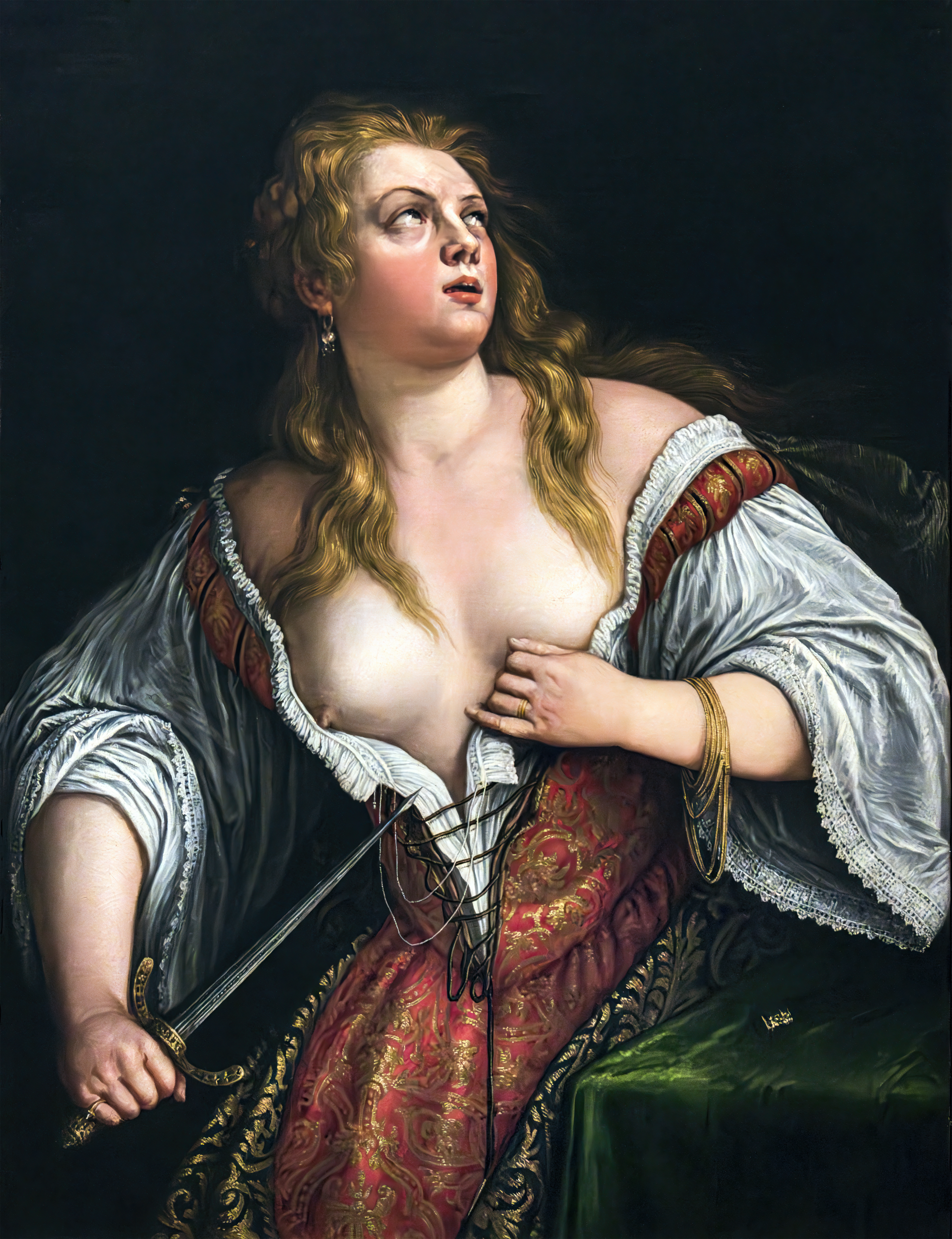
ルクレティア (c.1610) アカデミア美術館

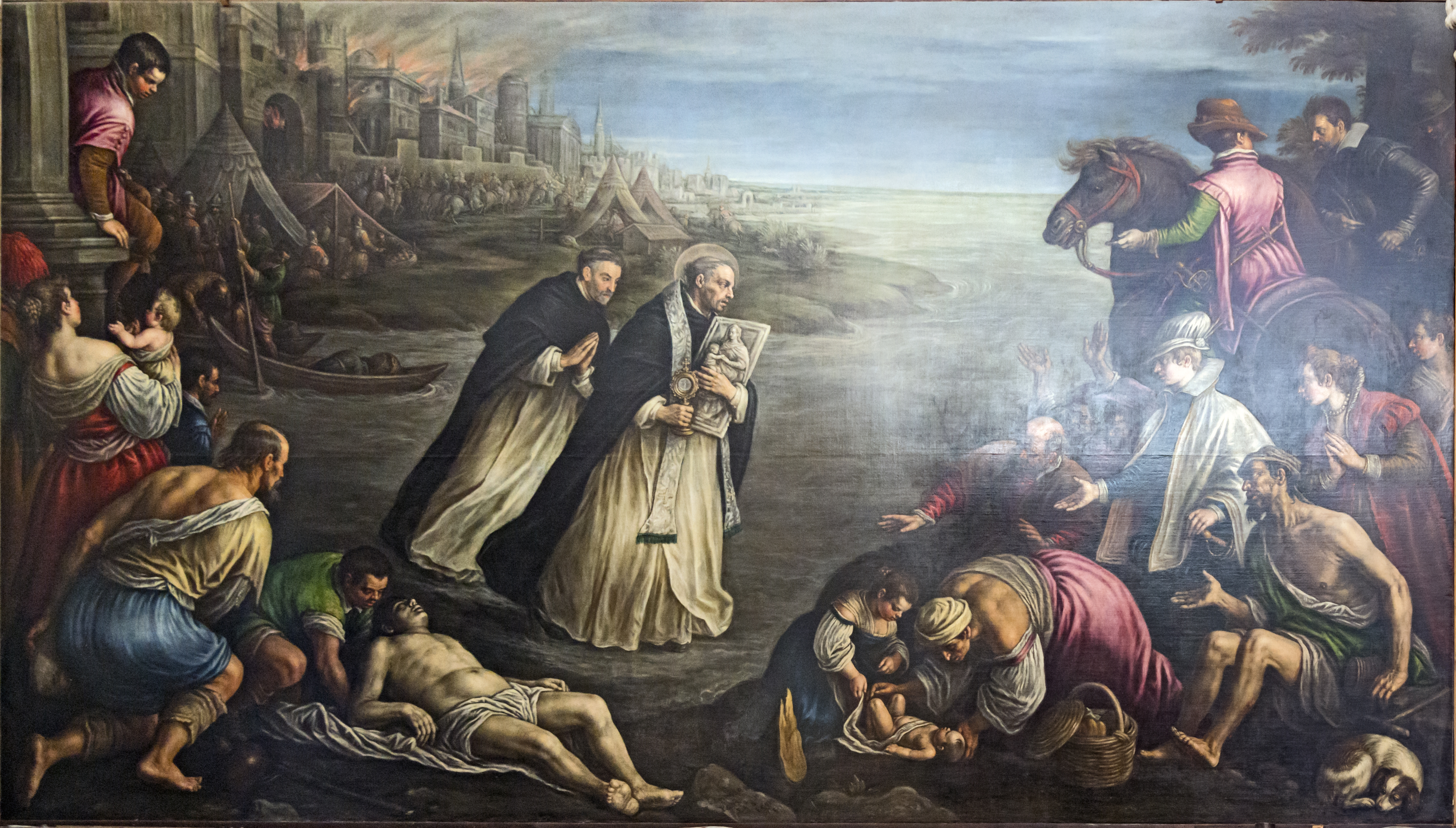
サンティ・ジョヴァンニ・エ・パオロ聖堂の装飾画
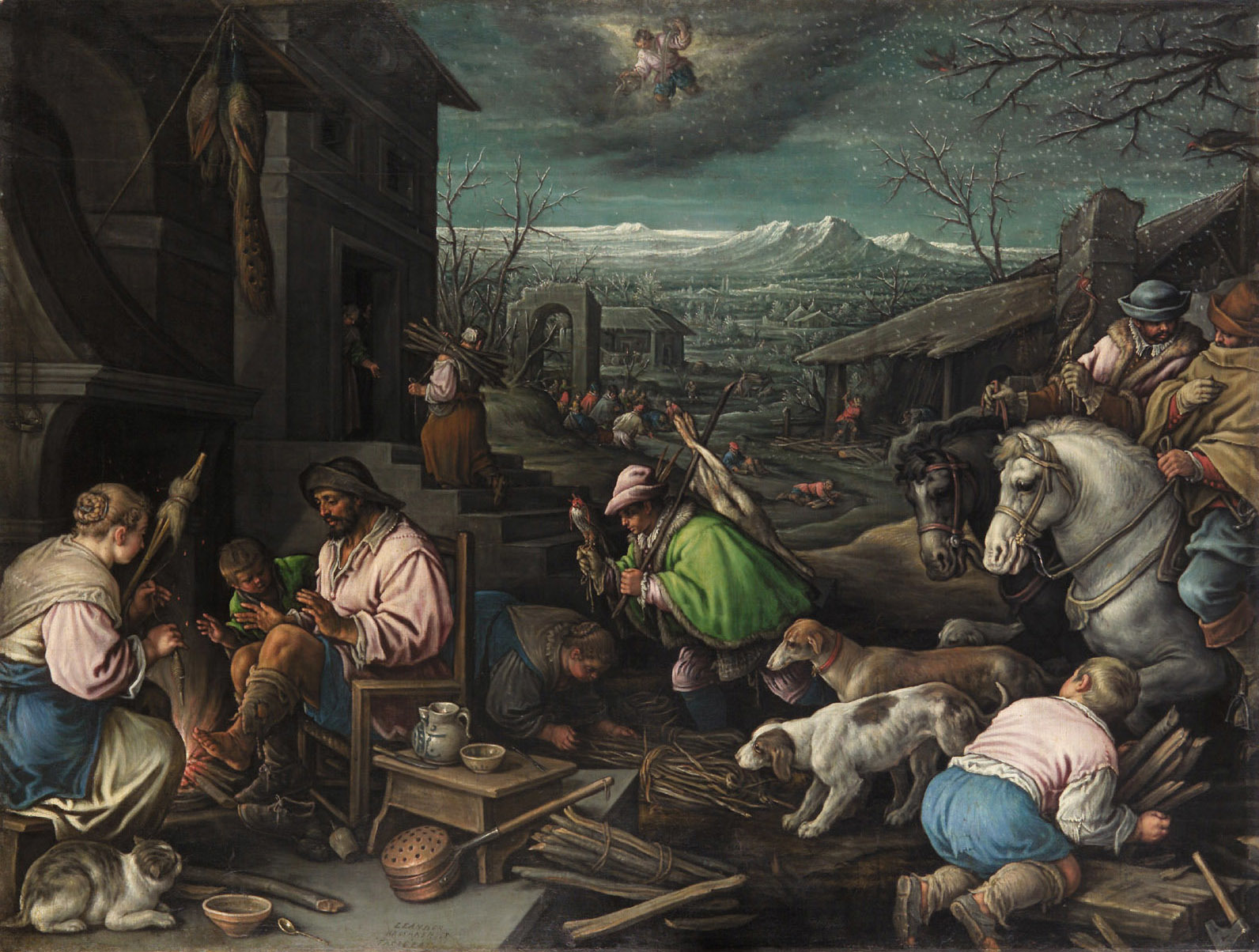
1月の寓意画(1590s) 美術史美術館
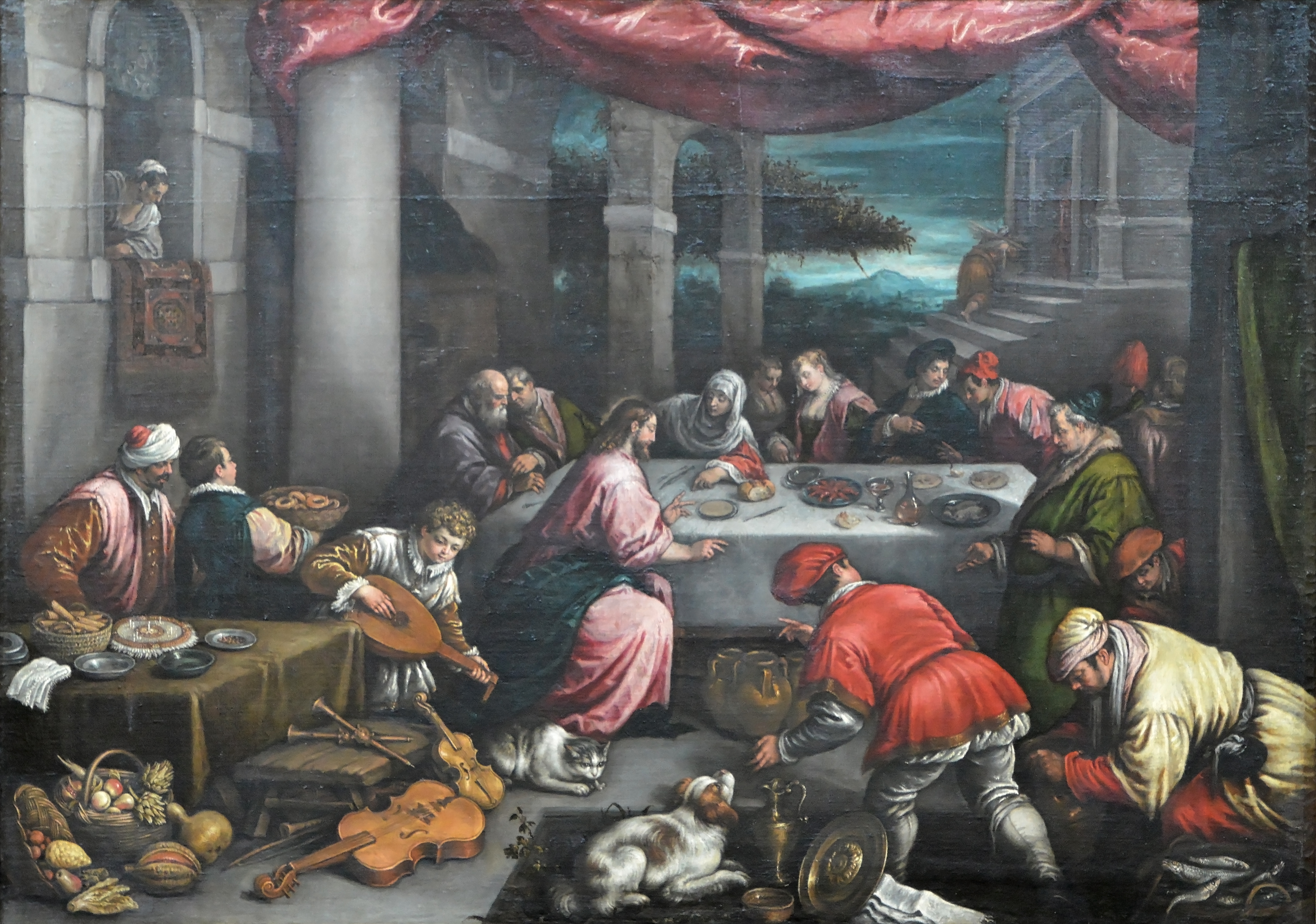
カナの婚礼 ルーブル美術館